# Les Salles-sur-Verdon
Pour les articles homonymes, voir Salles.

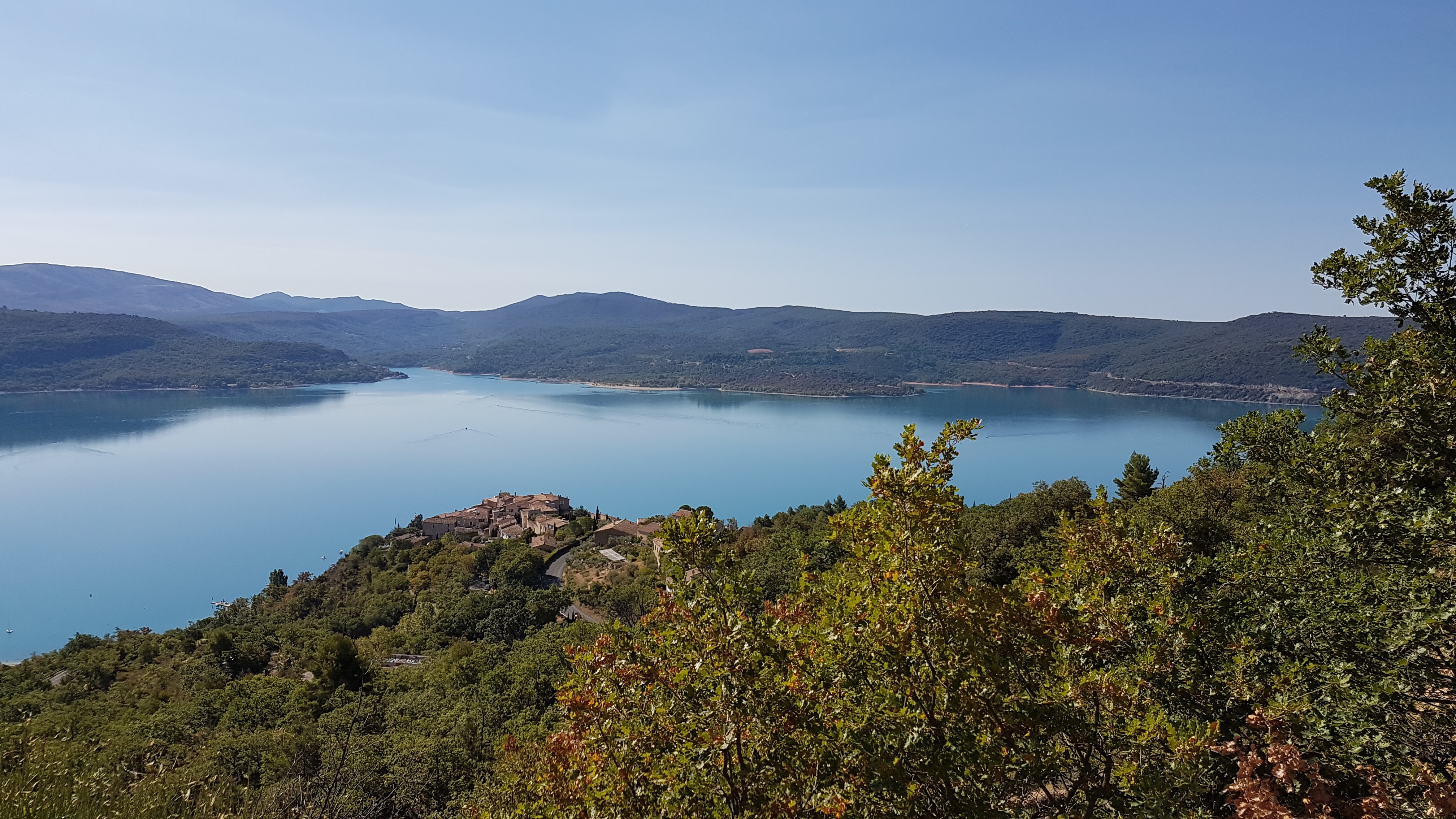
Le village au bord du lac de Sainte-Croix.

Les Salles-sur-Verdon est une commune française située dans le département du Var en région française Provence-Alpes-Côte d'Azur.
Ses habitants sont appelés les Sallois(es).
La commune des Salles-sur-Verdon a la particularité d’avoir été engloutie sous les eaux du lac artificiel de Sainte-Croix au début des années 1970.

## Géographie

### Situation
Les Salles-sur-Verdon distante de 15 km de Moustiers-Sainte-Marie et 21 de Bauduen, est un village du Var situé dans la vallée alluviale du Verdon entourée de plateaux calcaires, à quelques kilomètres des Alpes-de-Haute-Provence et du Grand Canyon du Verdon.

### Géologie et relief
L’altitude précise du village actuel est de  510 m. L'altitude exacte de l'ancien village était de 450 m.
La commune est intégrée dans le parc naturel régional du Verdon.

### Climat
Pour des articles plus généraux, voir Climat de Provence-Alpes-Côte d'Azur et Climat du Var.
En 2010, le climat de la commune est de type climat méditerranéen altéré, selon une étude du Centre national de la recherche scientifique s'appuyant sur une série de données couvrant la période 1971-2000. En 2020, Météo-France publie une typologie des climats de la France métropolitaine dans laquelle la commune est exposée à un climat méditerranéen et est dans une zone de transition entre les régions climatiques « Provence, Languedoc-Roussillon » et « Alpes du sud ». 
Pour la période 1971-2000, la température annuelle moyenne est de 12,3 °C, avec une amplitude thermique annuelle de 17,1 °C. Le cumul annuel moyen de précipitations est de 839 mm, avec 6,3 jours de précipitations en janvier et 3,5 jours en juillet. Pour la période 1991-2020, la température moyenne annuelle observée sur la station météorologique de Météo-France la plus proche, « Aiguines_sapc », sur la commune des Aiguines à 3 km à vol d'oiseau, est de 13,6 °C et le cumul annuel moyen de précipitations est de 805,6 mm. 
La température maximale relevée sur cette station est de 42,3 °C, atteinte le 28 juin 2019 ; la température minimale est de −12,2 °C, atteinte le 7 février 2012,,. 
Les paramètres climatiques de la commune ont été estimés pour le milieu du siècle (2041-2070) selon différents scénarios d'émission de gaz à effet de serre à partir des nouvelles projections climatiques de référence DRIAS-2020. Ils sont consultables sur un site dédié publié par Météo-France en novembre 2022.

### Hydrographie et les eaux souterraines
Cours d'eau sur la commune ou à son aval :
- Le Verdon et le lac de Sainte-Croix font partie intégrante des Salles-sur-Verdon. Les bords du lac de Sainte-Croix sont partagés entre les communes de Bauduen, Les Salles du Verdon et Aiguines côté Var et les communes de Moustiers Sainte Marie et Sainte Croix du Verdon, côté Alpes de Haute-Provence,
- ruisseau le Maïre,
- Malvallon,
- ravins de la Tuilerie, de Médecine.

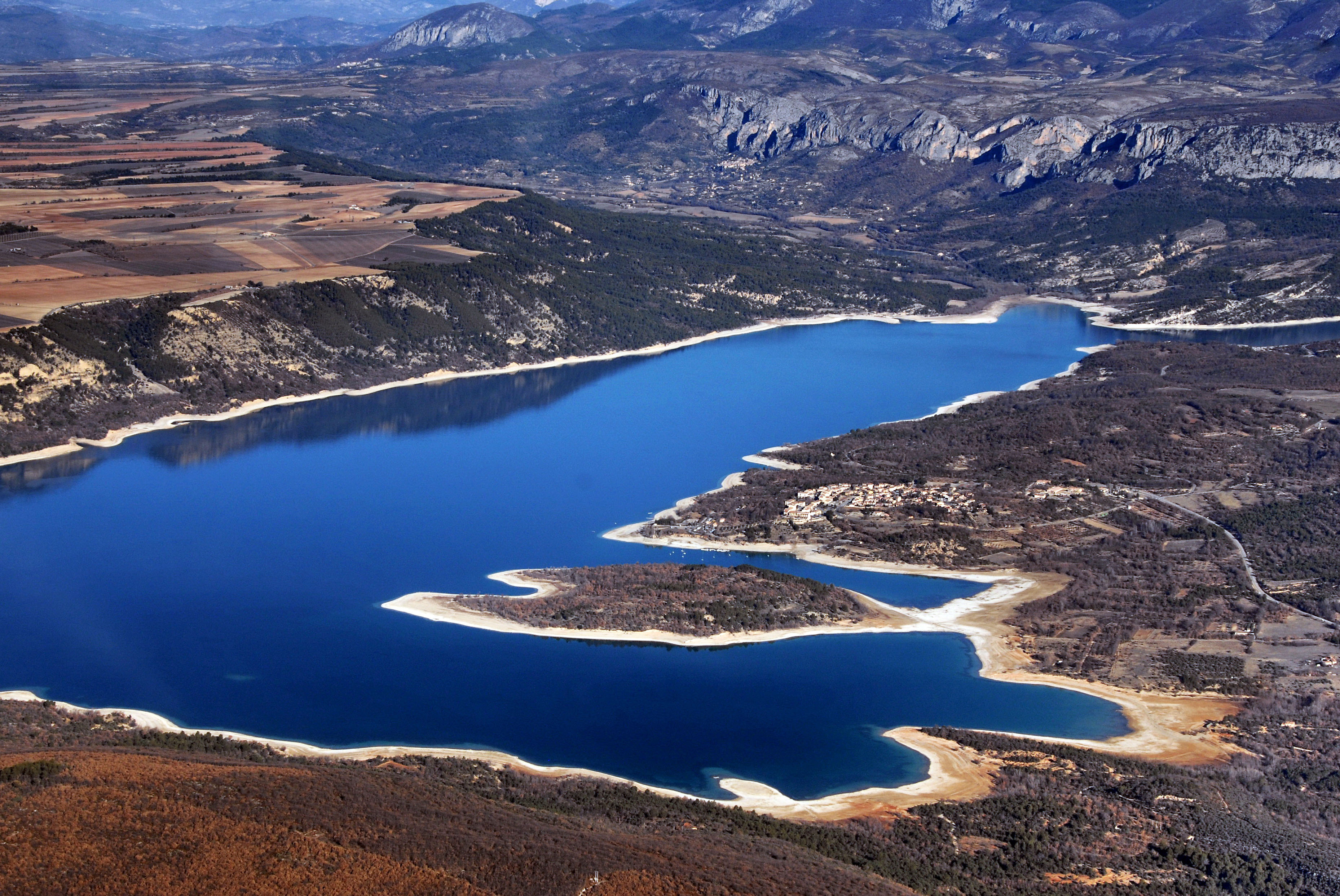
Lac de Sainte-Croix et le village des Salles-sur-Verdon.
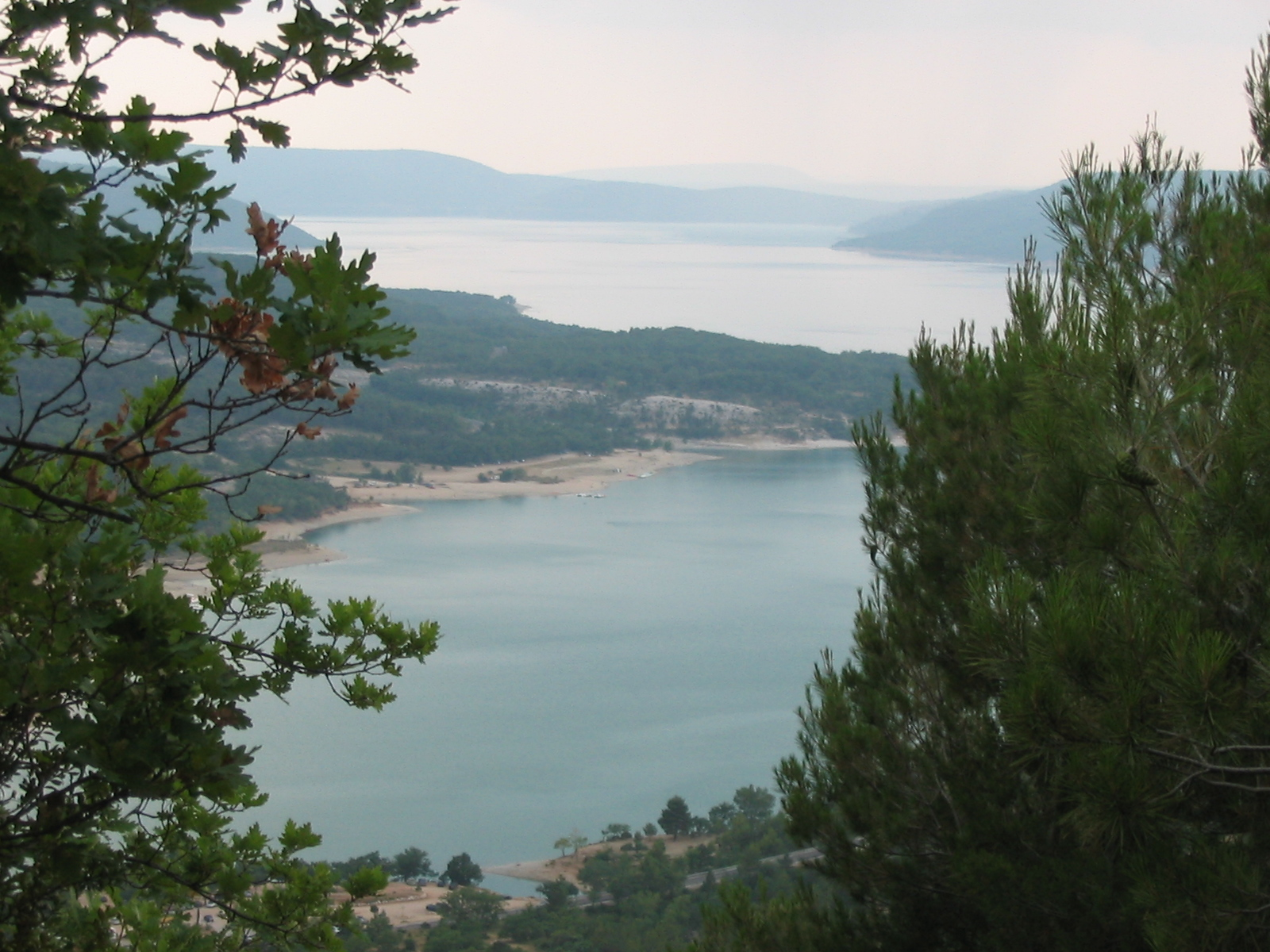
Paysage du lac de Sainte-Croix.

### Communes voisines
Dans le Var :
- Aiguines, à 3,4 km à l’est en ligne droite (7 km par le réseau routier) ;
- Bauduen, à 4,9 km au sud-sud-ouest en ligne droite (aujourd’hui 21 km par le réseau routier, autrefois 6 km seulement).

Dans les Alpes-de-Haute-Provence :
- Sainte-Croix-du-Verdon, à 4,3 km à l'ouest-sud-ouest en ligne droite (27 km par le réseau routier ; autrefois village le plus proche à 5,5 km seulement) ;
- Moustiers-Sainte-Marie, à 8,3 km au nord en ligne droite (14 km par le réseau routier).

|                        | Moustiers-Sainte-Marie |          |
| Sainte-Croix-du-Verdon | Salles-sur-Verdon      | Aiguines |
| Bauduen                |                        |          |

### Voies de communications et transports

#### Voies routières
Pour les accès routiers
- depuis Marseille (distance 115 km, 83 km à vol d'oiseau) :
  - itinéraire 1 = autoroute Nord A7/A51 direction Aix-en-Provence puis Gap,  17 vers Cadarache, ensuite Vinon-sur-Verdon, Gréoux-les-Bains, Allemagne-en-Provence, Riez, Moustiers-Sainte-Marie.
  - itinéraire 2 = autoroute Nord A7/A51 direction Aix-en-Provence, sortie 2 vers Gardanne, ensuite Trets, Saint-Maximin-la-Sainte-Baume, Brue-Auriac, Barjols, Aups.
  - itinéraire 3 = autoroute Est A50 direction Nice, sortie vers Saint-Maximin-la-Sainte-Baume, ensuite Brue-Auriac, Barjols, Aups.
- depuis Nice (distance 125 km, 86 km à vol d'oiseau) :
  - itinéraire 1 = autoroute A8  38 Le Muy, ensuite Draguignan, Flayosc, Aups.
  - itinéraire 2 (touristique) = Grasse, route Napoléon, Comps-sur-Artuby, gorges du Verdon, Aiguines.
- depuis Toulon (distance 112 km, 82 km à vol d'oiseau) :
  - itinéraire = autoroute A57  10 Cuers-Pierrefeu, ensuite D 43 et traversée de Rocbaron, Garéoult, Brignoles - RN7 puis RD 554, Le Val, puis RD 562, Monfort-sur-Argens, puis D 22 via Cotignac, Sillans-la-cascade et Aups. Enfin RD 957 en direction de Moustiers-Sainte-Marie.

#### Transports en commun
- Transport en Provence-Alpes-Côte d'Azur

Outre les transports scolaires les communes sont desservies par plusieurs lignes de transport en commun.
En effet les collectivités territoriales ont mis en œuvre un « service de transports à la demande » (TAD), réseau régional Zou !.
Les lignes interurbaines :
- Lignes de transports Zou ! La Région Sud est la collectivité compétente en matière de transports non urbains, en application de la loi NOTRe (Nouvelle Organisation Territoriale de la République).

#### Lignes SNCF
La gare SNCF la plus proche est celle des Arcs-sur-Argens.

#### Transports aériens
Les aéroports les plus proches se situent à Marseille Provence, Toulon-Hyères et Nice-Côte d'Azur.

### Sismicité
La commune des Salles-sur-Verdon est en zone sismique de faible risque Ib,.

## Étymologie et toponymie
L’origine du nom de la commune Les Salles-sur-Verdon (Lei Salas de Verdon en provençal selon la norme classique et Lei Salo-sus-Verdoun selon la norme mistralienne) est incertaine.
Une origine étymologique autour de « Sel » a été avancée. L'origine du nom de la commune se trouverait dans le commerce du sel qui s'y faisait jadis. C'est l'hypothèse la plus plausible aujourd'hui.
Pour d’autres, le toponyme « Les Salles » évoque un lieu où abondent les zones herbeuses et les prés. Il est exact que l’emplacement où se trouvait le village à l’origine était propice, contrairement aux collines environnantes, à la présence de vastes étendues herbacées permettant des récoltes de foin pour nourrir le bétail.
(source : web, référence à retrouver)
D’autres multiples origines ont été avancées :
- « Sala » (torrent) désignant les agglomérations bâties autour d’un cours d’eau (l’ancien village se trouvait sur un promontoire le mettant à l’abri des crues du Verdon) ; selon certains, « Sala » proviendrait du bas-latin, et désignerait une résidence de plaisance seigneuriale.
- « Saal » (chambre, château) évoquant les trois tours des armes de la commune ;
- on appelait également « Salle », le bourg où il y avait plusieurs maisons ayant une salle de réception (c'était le cas de l'ancien village où l'espace ne manquait pas, contrairement aux villages des environs, construits à flanc de colline).

Il est avéré que la commune a porté au cours des siècles les noms suivants :
- Salesiae, Locus de Salletis, Saleta[18] ;
- Salettes (la carte de Cassini précise « Les Salles, ou Salettes ») ;
- Les Salles ;
- Les Salles-sur-Verdon (dénomination demandée par le conseil municipal pour éviter la confusion avec Les Salles-du-Gardon, décision parue au Journal officiel du 16 mars 1935)[19].

## Histoire
Le village historique des Salles-sur-Verdon a été inondé par la construction du barrage de l'EDF qui a donné naissance au lac de Sainte-Croix : Les habitants ont dû quitter leur cadre de vie, le village ayant été détruit maison après maison, pierre par pierre, la végétation de la vallée a été perturbée, l'église a été dynamitée et le cimetière déménagé.
Ces événements récents à l'échelle historique (années 1970) ont profondément marqué le village, bien évidemment sa géographie, son économie, sa démographie et ses habitants.

### Un village très ancien
La plaine des Salles a vraisemblablement été occupée par des hommes préhistoriques, si on se fie aux traces retrouvées dans les grottes des basses gorges du Verdon (non loin de Baudinard et Sainte-Croix-du-Verdon).
La présence toute proche de l’importante colonie romaine de Riez (10 km à vol d’oiseau) laisse supposer que le village était déjà un lieu de passage au début de notre ère. Cependant, malgré la certitude de l’existence de voies romaines aux environs du village, aucune preuve formelle n’a été apportée d’une installation permanente humaine à l’emplacement de l’ancien village à cette époque.
C'est au XIe siècle que remontent les premières traces écrites de l'existence d'un village à l'emplacement des Salles.

« Au début du XIIe siècle, la famille Moustiers possède Les Salles, elle est encore présente au milieu du XIIIe siècle.
En 1371, l'évêque de Riez y a juridiction. En 1380, existe un prieuré de deux moines, dépendant de Saint-Victor de Marseille, cette abbaye existe encore à la veille de la Révolution.
Au début du XIVe siècle, Les Salles comptent 200 habitants, on en compte 300 en 1765 et 460 en 1851. »

— Monographie des Salles-sur-Verdon racontée par François Simian
Contrairement aux villages environnants, et plus spécialement à Aiguines et Moustiers, le village des Salles n’a jamais été au cours de l’Histoire un village de seigneurs, ou la demeure principale d’un personnage important ; sans doute est-ce le fait de sa situation géographique (un lieu de passage au centre d’une vaste plaine), qui en compliquait la défense au cours des périodes troublées. Ainsi peut-on noter qu’en 1471, période agitée après la fin du règne de la Reine Jeanne, alors que la population des villages des environs baisse de manière significative, le village des Salles est déclaré complètement inhabité (cf. paragraphe « Démographie » ci-dessous). Village d’agriculteurs et d’éleveurs, Les Salles possédait un « Château » qui n’était qu’une vaste demeure de passage sans fortifications ni fioritures.
En 1851, les sallois, emmenés par Paulin Guichard, se joignirent aux villages voisins pour protester contre le coup d’État du 2 décembre et défendre la République. Ils seront massacrés lors de la bataille d’Aups le 10 décembre, et certains d’entre eux seront emprisonnés ou déportés.
C'est en 1935 que la commune des Salles a pris le nom qui est le sien aujourd'hui : Les Salles-sur-Verdon.

### Un village englouti
Les années 1970 ont profondément marqué le village et ses habitants. Alors qu’en 1972, il était difficile d'entrevoir l'impact de ce qui allait se dérouler, au début de 1973, toute la végétation du fond de la vallée était éliminée. À la fin de l'année 1973, le village semblait avoir été victime d'un bombardement.
En février 1974, l'ancien village n'était plus qu'un ensemble informe où il était difficile de reconnaître le cadre de vie familier. Le lac était au pied du village et l'eau montait inexorablement.
Le 1er mars 1974 à l'aube, la gendarmerie évacuait les derniers habitants de l'ancien village, au milieu de monticules de ruines. Le 5 mars 1974, l'église était dynamitée,.
La reconstruction d'un nouveau village s'est alors imposée dans un contexte difficile. À l'origine, ni EDF, ni la Société du Canal de Provence, les deux entités au bénéfice desquelles a été créé le lac de Sainte-Croix, n'avaient l'intention de reconstruire un village en lieu et place de celui qu'elles s'apprêtaient à détruire.

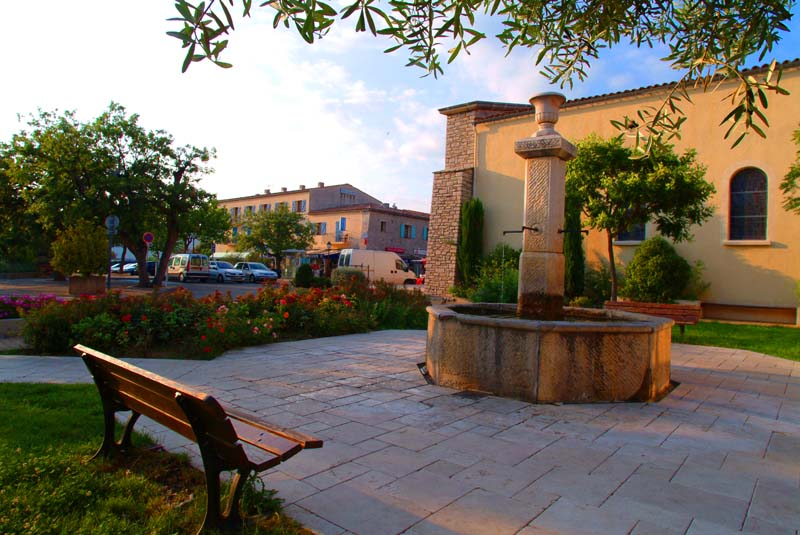
La fontaine de l'ancien village sur la place du nouveau.

Les cloches de la vieille église ont été conservées et réinstallées dans le clocher de l'église moderne au centre du village. Les pierres provenant des trois lavoirs et d'une fontaine de l'ancien village, et l'intégralité de la fontaine qui se trouvait sur la place ont été déposées avec soin et ont permis de reconstituer à l'identique cette fontaine, et de fabriquer deux lavoirs s'inspirant de ceux qui existaient dans l'ancien village.

## Blasonnement
L’origine du nom de la commune est incertaine, et il en est de même pour son blason.
Il est curieux de noter, dans l'Armorial général de France (1696) de Charles d'Hozier, que le blason actuel de la commune figure déjà, mais qu'il est attribué à "la communauté du lieu d'Aissalles" (tome 30, page 1929). Il est encore plus curieux de noter qu'un certain Louis Salettes (à l'époque le village s'appelle, comme le confirme la carte de Cassini, "Les Salles" ou "Salettes"), bourgmestre de St-Jullien d'Asse, possède un blason très similaire (tome 30, page 1938).
L’origine du blason de la commune se trouve-t-il dans celui de Louis Salettes, ou bien celui-ci s'est-il inspiré du village Salettes pour créer son blason ?
|  | Les armoiries des Salles-sur-Verdon se blasonnent ainsi : De sable aux trois tours d'argent rangées en fasce sur un rocher du même. |

## Politique et administration

### Administration municipale
| Période                                  | Période      | Identité           | Étiquette | Qualité  |
| ---------------------------------------- | ------------ | ------------------ | --------- | -------- |
| Les données manquantes sont à compléter. |              |                    |           |          |
| 1965                                     | 1971         | Jean Gombert       |           |          |
| 21 mars 1971                             | 1977         | Charles Rosselly   |           |          |
| 1977                                     | 1989         | Rosé-Marc Signoret |           |          |
| 18 mars 1989                             | 1991         | Henri Courtine     |           |          |
| 5 octobre 1991                           | 1995         | Raymond Amoulric   |           |          |
| 23 juin 1995                             | 1998         | Serge Paulard      |           |          |
| 17 janvier 1998                          | 29 mars 2014 | André Coldeboeuf   |           |          |
| 29 mars 2014                             | en cours     | Denise Guigues     | SE        | Employée |

### Jumelages
| Les Salles-sur-Verdon Aldeia da Luz |

 Aldeia da Luz (Portugal) depuis le 8 mai 2005.
Les Salles-sur-Verdon, détruite et noyé sous les eaux du lac de Sainte-Croix en 1974, et Aldeia da Luz, village de l'Alentejo (Portugal) détruit et noyé sous les eaux du lac de l'Alqueva en 2002, sont deux communes jumelées depuis le 8 mai 2005.

## Population et société

### Démographie
En 1315, la commune comptait 40 feux, 20 en 1540 et 300 en 1765.
L'évolution du nombre d'habitants est connue à travers les recensements de la population effectués dans la commune depuis 1793. Pour les communes de moins de 10 000 habitants, une enquête de recensement portant sur toute la population est réalisée tous les cinq ans, les populations de référence des années intermédiaires étant quant à elles estimées par interpolation ou extrapolation. Pour la commune, le premier recensement exhaustif entrant dans le cadre du nouveau dispositif a été réalisé en 2004.

En 2022, la commune comptait 235 habitants, en évolution de −7,84 % par rapport à 2016 (Var : +4,98 %, France hors Mayotte : +2,11 %).
| 1793 | 1800 | 1806 | 1821 | 1831 | 1836 | 1841 | 1846 | 1851 |
| ---- | ---- | ---- | ---- | ---- | ---- | ---- | ---- | ---- |
| 334  | 349  | 408  | 424  | 416  | 873  | 418  | 440  | 462  |

| 1856 | 1861 | 1866 | 1872 | 1876 | 1881 | 1886 | 1891 | 1896 |
| ---- | ---- | ---- | ---- | ---- | ---- | ---- | ---- | ---- |
| 434  | 480  | 482  | 455  | 451  | 482  | 463  | 449  | 421  |

| 1901 | 1906 | 1911 | 1921 | 1926 | 1931 | 1936 | 1946 | 1954 |
| ---- | ---- | ---- | ---- | ---- | ---- | ---- | ---- | ---- |
| 404  | 407  | 404  | 354  | 294  | 246  | 228  | 236  | 197  |

| 1962 | 1968 | 1975 | 1982 | 1990 | 1999 | 2004 | 2006 | 2009 |
| ---- | ---- | ---- | ---- | ---- | ---- | ---- | ---- | ---- |
| 178  | 165  | 125  | 131  | 154  | 186  | 202  | 193  | 231  |

| 2014 | 2019 | 2022 | - | - | - | - | - | - |
| ---- | ---- | ---- | - | - | - | - | - | - |
| 261  | 226  | 235  | - | - | - | - | - | - |

### Enseignement
La commune dépend de l'académie de Nice. Les élèves commencent leur scolarité à l'école primaire Paulin Guichard, qui compte 18 enfants. Ils poursuivent ensuite leurs études au collège Henri Nans à Aups.

### Santé
- Plusieurs défibrillateurs sont à disposition, dont deux 24h/24, 365 jours par an, place Sainte-Anne, sous le porche de la Mairie, et à la Maison des Lacs, 15 avenue Pérafabre. Les autres sont disponibles au camping municipal des Ruisses et au poste de secours de la plage Margaridon durant la période de fonctionnement de ces infrastructures.
- Le médecin et la pharmacie les plus proches se trouvent à Moustiers-Sainte-Marie, à 15 km.
- L'hôpital le plus proche est le Centre hospitalier de la Dracénie et se trouve à l'entrée de Draguignan, à 37 km[42],[43]. Il dispose d'équipes médicales dans la plupart des disciplines[44] : pôles médico-technique ; santé mentale ; cancérologie ; gériatrie ; femme-mère-enfant ; médecine-urgences ; interventionnel.
- La communauté de communes dispose désormais, à Aups, d'une Maison de santé pluriprofessionnelle (Médecine générale, Médecine spécialisée, Paramédical, Soins infirmiers), et intégrant également un lieu ressource "Social et solidaire"[45]  intégrant un lieu ressource "Social et solidaire".

### Cultes
- Culte catholique, Paroisse Sainte-Anne, diocèse de Fréjus-Toulon[46].

### Associations
Le village des Salles-sur-Verdon se caractérise par une vie associative très riche.
Liste (non exhaustive) des associations de la commune (par ordre alphabétique) :
- Association Sportive, Culturelle et de Loisirs (ex-Comité des Fêtes) ;
- CADE (Connaître, Aimer, Découvrir les Ecosystèmes) ;
- Club Informatique des Salles et du Verdon[47] ;
- Club « La Pierre Blanche » ;
- Club Nautique des Salles-sur-Verdon[48] ;
- Comité de jumelage ;
- La Maison des Lacs (centre de ressources pour l'éducation à l'environnement)[49] ;
- La Salloise (société de chasse) ;
- Le Chemin des Notes[50] ;
- Médiathèque[51] ;
- Mémoire des Salles-sur-Verdon[52] ;
- Office du Tourisme[53].

### Festivités et événements
Traditionnellement, le village des Salles organisait une foire de printemps à l'occasion de la Saint-Joseph, et une fête à l'issue des moissons, fin juillet (Sainte-Anne) ; cette fête précédait celles d'Aiguines (Saint-Pierre) et de Sainte-Croix (Saint-Sauveur), la saison des festivités estivales se terminant par les fêtes de Bauduen (Saint-Barthélémy) et Moustiers (Nativité Notre-Dame).
Pendant de longues décennies, le village des Salles-sur-Verdon n'a conservé qu'une seule fête annuelle, celle de la Sainte-Anne.
La municipalité et le Comité des fêtes ont renoué avec la tradition en organisant depuis plusieurs années, outre la fête traditionnelle de la Sainte-Anne, une fête de Printemps dont le thème est renouvelé chaque année (autour du 1er mai). Depuis cette date qui marque l'ouverture de la saison des festivités estivales, jusqu'au mois de septembre, le calendrier des manifestations est riche et varié (foires artisanales, foires aux livres, concours, manifestations sportives, etc.) ; la saison hivernale, plus calme, est ponctuée de manifestations sporadiques.
Le triathlon Natureman Var et le SwimRunMan Gorges du Verdon représentent des événements de renommée mondiale.

## Économie
Aujourd’hui principalement tourné vers le tourisme, Les Salles-sur-Verdon était autrefois une commune essentiellement composée d’agriculteurs dont les ressources variées étaient dues à la présence du Verdon permettant l’irrigation du fond de la vallée.
À cette polyculture des zones irriguées (cultures maraîchères et fruitières, pommes de terre, maïs…) ou non irriguées (blé, orge, avoine…), venaient s’ajouter les ressources traditionnelles de la région (truffes, lavandin…) et l’élevage (ovins).
Il n’y a aujourd’hui quasiment plus d’agriculteur dans la commune.

## Budget et fiscalité
Bases 2009-2019, :
| Postes                                            | 2009    | 2010  | 2011    | 2012  | 2013  | 2014    | 2015  | 2016  | 2017    | 2018  | 2019    |
| ------------------------------------------------- | ------- | ----- | ------- | ----- | ----- | ------- | ----- | ----- | ------- | ----- | ------- |
| Produits de fonctionnement                        | 982 €   | 922 € | 1 014 € | 981 € | 984 € | 1 005 € | 930 € | 920 € | 1 067 € | 104 € | 1 101 € |
| Charges de fonctionnement                         | 1 011 € | 939 € | 1 027 € | 945 € | 959 € | 917 €   | 869 € | 925 € | 1 041 € | 974 € | 978 €   |
| Ressources d’investissement                       | 572 €   | 155 € | 103 €   | 263 € | 420 € | 98 €    | 207 € | 380 € | 366 €   | 62 €  | 320 €   |
| Emplois d’investissement                          | 580 €   | 253 € | 279 €   | 168 € | 510 € | 206 €   | 176 € | 121 € | 368 €   | 247 € | 139 €   |
| Dette                                             | 312 €   | 274 € | 236 €   | 196 € | 319 € | 263 €   | 224 € | 284 € | 571 €   | 525 € | 625 €   |
| Source : Ministère de l’Économie et des Finances: |         |       |         |       |       |         |       |       |         |       |         |

Fiscalité 2019

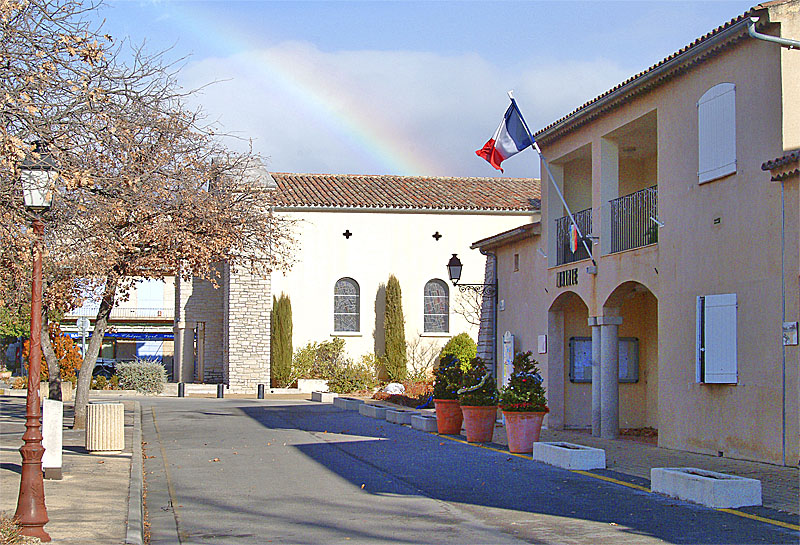
La mairie du village.

- Taux d’imposition taxe d’habitation : 13,00 %
- Taxe foncière sur propriétés bâties : 15,70 %
- Taxe foncière sur les propriétés non bâties : 45,81 %
- Taxe additionnelle à la taxe foncière sur les propriétés non bâties : 0 %
- Cotisation foncière des entreprises : 0 %
- Montant total des dettes dues par la commune : 625 000 €, soit 2 412,00 € par habitant

Chiffres clés revenus et pauvreté des ménages en 2018 : Médiane en 2018 du revenu disponible, par unité de consommation : 19 450 €.

### Intercommunalité
La communauté de communes « Lacs et Gorges du haut-Verdon (LGV) » constituée initialement de 11 communes (Aiguines ; Artignosc-sur-Verdon ; Aups ; Baudinard-sur-Verdon ; Bauduen ; Moissac-Bellevue ; Les Salles-sur-Verdon ; Régusse ; Tourtour ; Vérignon ; Villecroze) comprend désormais 16 communes après intégration de 5 communes supplémentaires au 1er janvier 2017 : Trigance, Le Bourguet, Brenon, Châteauvieux et La Martre,.
Son président en exercice est Rolland Balbis (Maire de Villecroze).
|     | Attributions                                       | Identité                 | Qualité                      |
| --- | -------------------------------------------------- | ------------------------ | ---------------------------- |
| 1er | Administration générale et finances                | Raymonde Carletti        | Maire de La Martre           |
| 2e  | Aménagement du Territoire (SCOT) et transition éne | Antoine Faure            | Maire d'Aups                 |
| 3e  | Tourisme et Itinérance                             | Charles-Antoine Mordelet | Maire d'Aiguines             |
| 4e  | Agriculture, Fibre et numérique, Développement éco | Fabien Brieugne          | Maire de Tourtour            |
| 5e  |                                                    | Pierre Constant          | Commune de Villecroze        |
| 6e  |                                                    | Serge Constans           | Maire d'Artignosc-sur-Verdon |

La communauté de communes Lacs et Gorges du Verdon compte désormais 34 représentants + 12 suppléants pour 16 communes membres.

## Urbanisme

### Typologie
Au 1er janvier 2024, Les Salles-sur-Verdon est catégorisée commune rurale à habitat dispersé, selon la nouvelle grille communale de densité à sept niveaux définie par l'Insee en 2022.
Elle est située hors unité urbaine et hors attraction des villes,.
La commune, bordée par un plan d’eau intérieur d’une superficie supérieure à 1 000 hectares, le lac de Sainte-Croix, est également une commune littorale au sens de la loi du 3 janvier 1986, dite loi littoral. Des dispositions spécifiques d’urbanisme s’y appliquent dès lors afin de préserver les espaces naturels, les sites, les paysages et l’équilibre écologique du littoral, tel le principe d'inconstructibilité, en dehors des espaces urbanisés, sur la bande littorale des 100 mètres, ou plus si le plan local d’urbanisme le prévoit.

### Occupation des sols
L'occupation des sols de la commune, telle qu'elle ressort de la base de données européenne d’occupation biophysique des sols Corine Land Cover (CLC), est marquée par l'importance des forêts et milieux semi-naturels (23,2 % en 2018), une proportion identique à celle de 1990 (23,2 %). La répartition détaillée en 2018 est la suivante : 
eaux continentales (56,7 %), zones agricoles hétérogènes (16,8 %), forêts (16,8 %), milieux à végétation arbustive et/ou herbacée (6,4 %), zones urbanisées (3,2 %). L'évolution de l’occupation des sols de la commune et de ses infrastructures peut être observée sur les différentes représentations cartographiques du territoire : la carte de Cassini (XVIIIe siècle), la carte d'état-major (1820-1866) et les cartes ou photos aériennes de l'IGN pour la période actuelle (1950 à aujourd'hui).

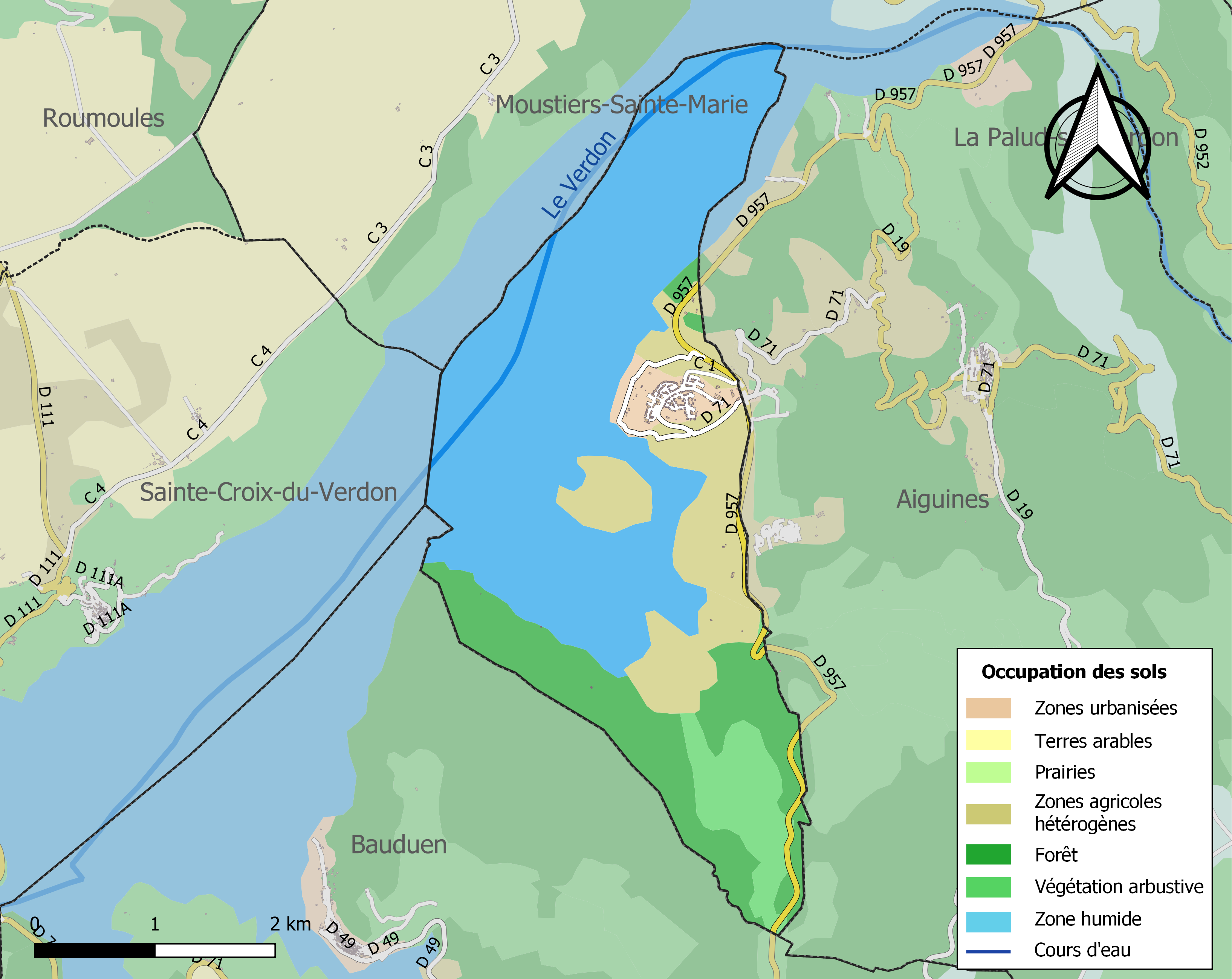
Carte des infrastructures et de l'occupation des sols de la commune en 2018 (CLC).

## Patrimoine

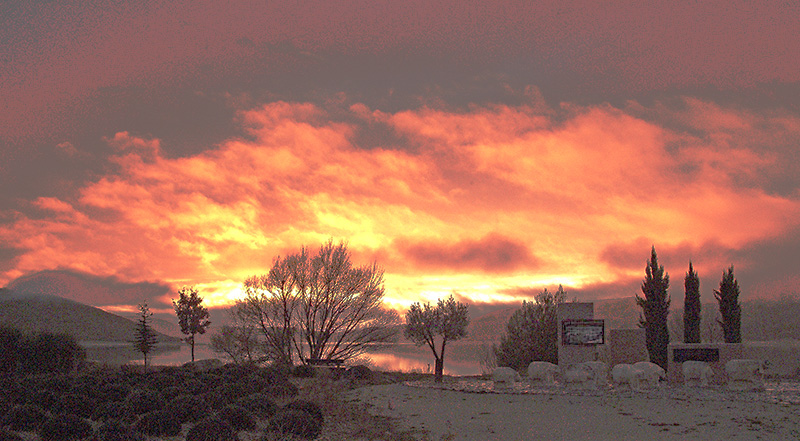
Coucher de soleil hivernal sur le mémorial de l'ancien village.
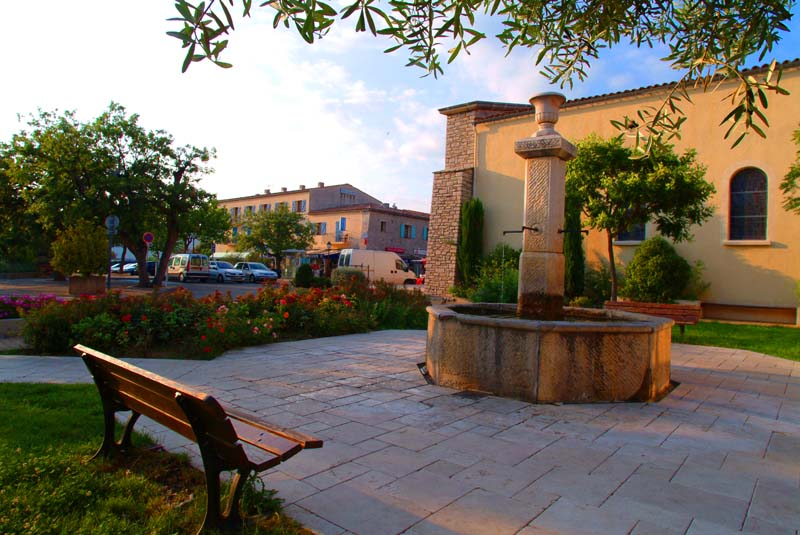
L'ancienne fontaine sur la place du nouveau village.
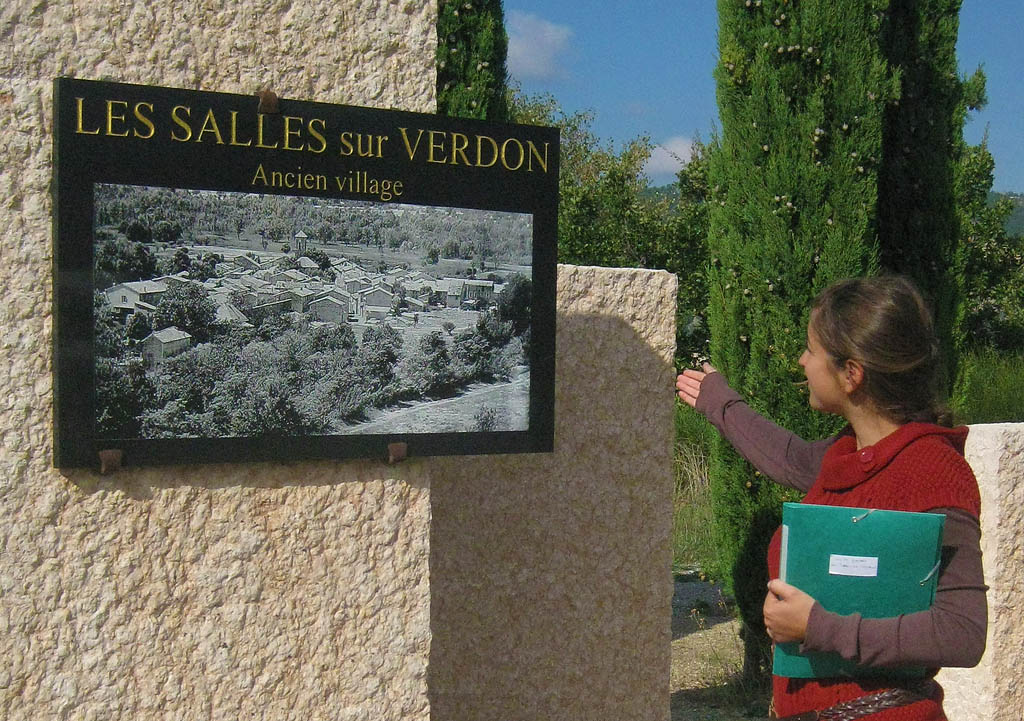
Le mémorial de l'ancien village des Salles-sur-Verdon.
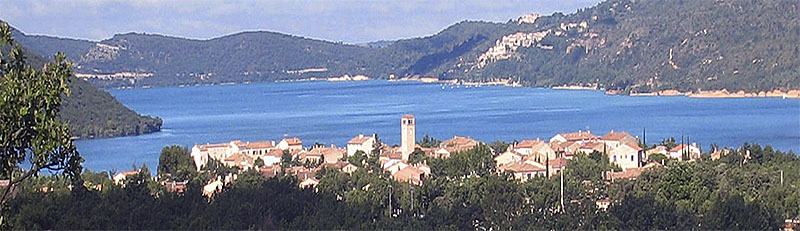
Lac de Sainte-Croix - Les Salles-sur-Verdon - Village de Sainte-Croix.

"Et tout s'évanouit : rien ne resta que l'onde.

Maintenant on ne voit au loin que l'eau profonde

Par les vents remuée et seule sous les cieux."

(Victor Hugo)
Ces trois vers, extraits de "La Légende des siècles" (IV. La ville disparue), sont gravés dans la pierre du Mémorial de l'ancien village des Salles-sur-Verdon.

### Lieux et monuments
- La nouvelle église Sainte-Anne des Salles-sur-Verdon[75].
- Le mémorial de l'ancien village[76].
- L'espace patrimoine, réunissant quelques objets liés au passé agricole de la commune[77].

### Patrimoine naturel
- Le sentier de Toine, sentier naturaliste créé en collaboration avec l'association CADE[78],[79] : 15 étapes autour du village présentant la flore et les animaux des environs.
- Le sentier historique, conçu par l'association « Mémoire des Salles sur Verdon »[80] : 10 étapes dans le nouveau village (mairie, école, poste, boulangerie, lavoirs, église, cimetière…) avec évocation des bâtiments publics de l'ancien village détruit lors de la mise en eau du barrage de Sainte-Croix, et des anecdotes liées à leur histoire.
- Le lac de Sainte-Croix et l'île de Costebelle.
- Les gorges du Verdon.
- Le patrimoine naturel du lac de Sainte-Croix et ses rives[81].